# San Leonardo (fiume Palermo)
Il fiume San Leonardo, detto anche fiume della Mendola, è un corso d'acqua della Sicilia che scorre nel territorio della città metropolitana di Palermo ed è costituito da una serie di altri corsi d'acqua che confluiscono successivamente.

## Percorso
Il fiume origina dalle pendici di Pizzo Cangialoso, in territorio di Corleone, e assume il nome di Vallone Margi scorrendo in direzione nord-est/sud-ovest. A circa 8 km dalla sorgente prende nome di fiume della Mendola. Prende poi il nome di fiume Centosalme dopo circa 18 km  e successivamente, a 21 km di percorso, diviene fiume Trinità. Diviene fiume di Vicari a 24,5 km dalla sorgente dopo avere ricevuto da destra la confluenza del fiume della Margana. A partire dalla confluenza del torrente S. Domenica assume infine il nome di San Leonardo, a circa metà del suo percorso. 
Il corso del fiume prosegue verso NNE sfociando infine, dopo un percorso della lunghezza di circa 58 km, nel mar Tirreno con un estuario poco ad ovest della città di Termini Imerese.
Gli affluenti principali del San Leonardo sono: il vallone Guddemi, il vallone Giardo, il fiume della Margana, il torrente Azziriolo ed il vallone Macaluso.

## Caratteristiche
Il bacino idrografico del San Leonardo assomma a circa 506 km2, per la maggior parte in area montana, tra i monti di Trabia e San Calogero e l'estremità settentrionale dei Monti Sicani
A poco più di 3 km dalla foce, nella gola del Rosamarina, il fiume è imbrigliato da uno sbarramento costruito negli anni ottanta dall'Ente  di Sviluppo Agricolo (ESA) creando un invaso della capacità di circa 100 milioni di m³.
Il bacino idrografico comprende al suo interno la Riserva naturale orientata Bosco della Ficuzza, Rocca Busambra, Bosco del Cappelliere e Gorgo del Drago (comuni di Godrano e di Corleone e la Riserva naturale orientata Serre di Ciminna (comune di Ciminna).